# EV Füssen
EV Füssen eller Füssen Leopards är en ishockeyklubb i Füssen i delstaten Bayern i Tyskland, bildad 11 december 1922. Klubben blev västtyska mästare 1949, 1953, 1954, 1955, 1956, 1957, 1958, 1959, 1961, 1963, 1964, 1965, 1968, 1969, 1971 och 1973 samt vann Spengler Cup 1952 och 1964.

### Fotnoter
1. ↑  ”Germany” (på engelska). AZ Hockey. Arkiverad från originalet den 3 mars 2016. https://web.archive.org/web/20160303193525/http://www.azhockey.com/champs/champsGermany.html. Läst 7 januari 2016.
2. ↑  ”Spengler Cup” (på engelska). AZ Hockey. Arkiverad från originalet den 3 mars 2016. https://web.archive.org/web/20160303204558/http://www.azhockey.com/champs/champsOthers.html#Spengler. Läst 7 januari 2016.